# Nogaier-Horde

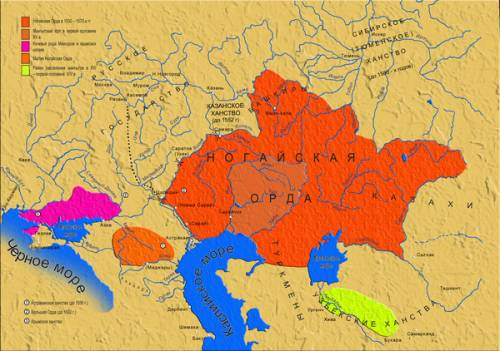
Nomadisierungsgebiete der Nogaierhorden. Orange: Nogaier-Khanat Ende 13. Jahrhundert unter Nogai Khan; Dunkleres orange am Ural-/Yaikfluss: Resthorde Ende 16. Jahrhundert; Violett: Kleine Horde; Helles orange: Große Horde Mitte 17. Jahrhundert nach Abwanderung vor den Kalmücken; Gelb: Usbekenkhanat unter den Dschaniden.

Nogaier-Horde oder auch Noghaier-Horde (nogaisch ногъай ордасы noġaj ordasy) war der Name einer historischen tatarischen Horde; sie bestand von 1260/80 bis Anfang des 17. Jahrhunderts.
Sie führte sich auf einen mongolischen Fürsten bzw. Emir aus dem Geschlecht der Dschingiskhaniden zurück. Dieser unter dem Namen Nogai bekannte Emir war ursprünglich ein Unterkhan innerhalb der Goldenen Horde.
Die Nogaier-Horde hatte auch die Reputation von „Steppenvagabunden“, da die Horde auch Verstoßene und Außenseiter aufnahm. Aus dieser Nogaier-Horde entwickelte sich in der Folgezeit das heutige Turkvolk der Nogaier.

## Geschichte

### Vorgeschichte unter Emir Nogai
In der 2. Hälfte des 13. Jahrhunderts, ab etwa 1260, stieg Emir Nogai an der Westflanke der Goldenen Horde, im Gebiet der heutigen Ukraine, zum eigentlichen Herrscher der „südrussischen Steppe“ auf. Dieser war in seiner Funktion als Emir zwar de jure dem Khan der Goldenen Horde unterstellt und verantwortlich, aber nach 1280 vernachlässigte Nogai seine Lehnspflicht dem Khan gegenüber und führte eine eigene Münzprägung ein und das von Nogai beherrschte Gebiet wurde de facto unabhängig. Dabei suchte er auch den engen diplomatischen Schulterschluss mit der mongolischen Ilchan-Dynastie im heutigen Iran, die mit den Fürsten der Goldenen Horde um die Kaukasusregion rang.
Ende 1299 wurde Emir Nogai in einem Krieg mit dem rechtmäßigen Khan besiegt und getötet. Die ihm unterstehende Horde wurde aufgelöst und ihre Bevölkerung in den Gebieten der Goldenen Horde zerstreut. So wurde ein Teil von ihnen am Aralsee angesiedelt, ein anderer beispielsweise in der südlichen Uralregion.
Ein Sohn Nogais, Tschaka, wurde später in Bulgarien getötet und ein Enkel namens Qara-kesek entkam nach Podolien.

### Erneute Nogaier-Horde in den Machtkämpfen des 15. und 16. Jahrhunderts
Während des 14. Jahrhunderts verfiel das Khanat der Goldenen Horde zusehends. Zahlreiche Kleinfürsten schlossen sich zu neuen Stammesföderationen zusammen. Im 15. Jahrhundert rückte die Nogaier-Horde wieder in das Blickfeld der Geschichte. So wurde beispielsweise ein einflussreicher Emir namens Edigü († 1419) als „Herr über die Nogaier- oder Mangit-Horde“ bezeichnet. Die Mangit waren ursprünglich ein mongolischer Clan, der schon im 14. Jahrhundert vollständig turkisiert war und sich unter anderem zwischen Wolga und Emba angesiedelt hatte.

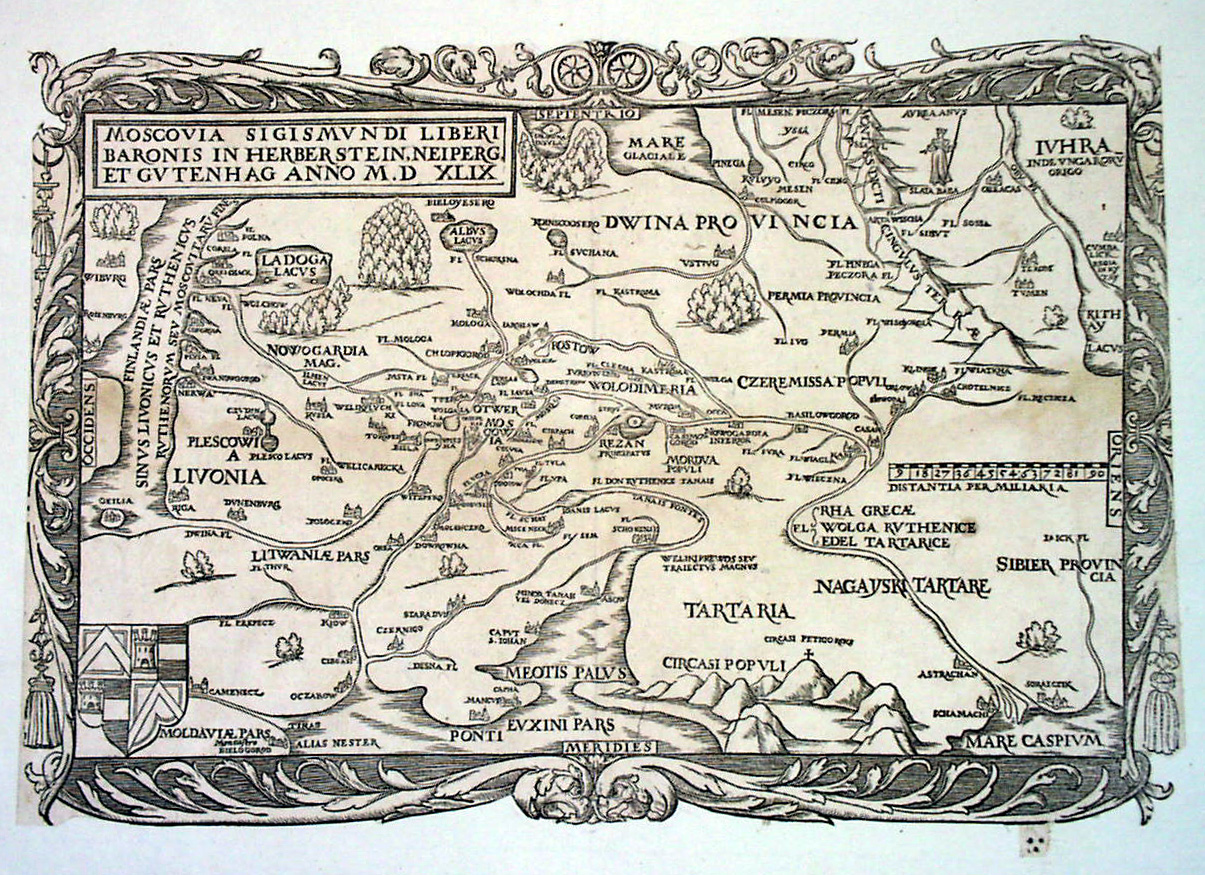
Karte von Russland (Moscovia) von Sigismund von Herberstein, 1549. Die Nogaier Tartaren (Nagayski Tartare) sind an der Wolga eingezeichnet

Bis dato ist es nicht eindeutig geklärt, in welchem Verhältnis die Nogaier zu den Mangit standen und wie die wechselseitige Namensverwendung von „Nogaier“ und „Mangit“  in den verschiedenen russischen, krimtatarischen und osmanischen Quellen des 15. Jahrhunderts zustande kam. Nicht gänzlich auszuschließen ist eine persönliche Verflechtung zwischen beiden Clans.
Im Laufe des 15. und des 16. Jahrhunderts wanderten die Gruppen der „Nogaier“ und der „Mangit“ unter Führung diverser Fürsten aus dem Geschlecht Edigüs durch die südrussischen Steppen. Sie hatten zunächst ein Zentrum am Ural und befanden sich zwischen dem Khanat von Astrachan und der „Kleinen Nogaier-Horde“. Die Nogaier nahmen diverse Außenseiter in ihre Stammesföderation auf und als Verbündete des Astrachaner Khanates beteiligten sie sich auch in den internen Machtkämpfen der Goldenen Horde:
- 1428 soll der Nogaier-Fürst Waqqas Bej an der Ermordung Boraqs durch Abu’l-Chair (reg. 1428–1468) beteiligt gewesen sein.[6] Aus dieser Machtübernahme entwickelte sich die Gründung des Usbekenreiches.

- 1481 wirkten Nogaier im Bündnis mit Meñli I. Giray (reg. 1466–1515, Khan der Krim) und Ibaq (reg. ungefähr 1464–1495, Khan von Sibir) am Sturz von Ahmed Khan (reg. 1465–81) und dem damit verbundenen Untergang der Goldenen Horde mit. Die Nogaier überfielen diesen im Spätherbst 1480 bei seinem Rückzug von der Oka, wo er 1480 die Oberherrschaft über das Großfürstentum Moskau des Großfürsten Iwan III. verloren hatte. Am 6. Januar 1481 griffen Tataren unter der Führung Ibaqs Ahmed Khan am Donez an und Ibaq tötete Ahmed im Kampf.

- Der sibirische Fürst Kütschüm Khan (reg. 1563–1598, † 1600) floh nach seiner Niederlage gegen die Kosaken zu den Nogaiern und wurde dort 1600 von diesen ermordet.

### Unter dem Druck der Russen und der Kalmücken
Ein tatarischer Fürst namens Qasim bildete 1466 das Khanat Astrachan, das eng mit den Nogaiern verbündet war. Es wurde (wie auch zuvor das Khanat von Kasan) 1555 von den Russen des Zaren Iwan IV. erobert, auch die Nogaier wurden besiegt. Danach spalteten sich die Nogaier sukzessive in Gruppen auf: die Große Nogaier-Horde unter dem Khan Ismail (reg. ca. 1554–1563/4) am Ural-Fluss und die Kleine Nogaier-Horde unter dem Khan Qasim (reg. ca. 1555–1601) bei Asow, die dort praktisch unter dem Schutz des Krim-Khanats stand und sich weiter westlich in die direkt vom Osmanischen Reich beherrschten Gebiete des Jedisan, Budschak und der Dobrudscha ausbreitete. Die Nogaier, als Mitglieder der Umma, wirkten somit auch an der Ausbreitung des Islam in der Ukraine, Rumänien und Bulgarien mit. Der Teil, der in Budschak lebte, wurde auch Budschak-Horde genannt.
Mit dem beginnenden 17. Jahrhundert wanderten die Kalmücken aus dem Westen der Mongolei aus und wurden unter Khu Urluk († 1644) zu einer Bedrohung für die nogaische „Große Horde“ am Ural-Fluss. Diese und die Kleine Nogaier-Horde mussten sich um 1616 mit ihnen auseinandersetzen und verloren. Nach weiteren schweren Niederlagen um 1633 gab die Mehrzahl der Nogaier das Siedlungsgebiet am Ural-Fluss auf und floh westwärts auf das Gebiet der Kleinen Horde, nach Asow und jenseits des Don. Die Kalmücken waren in der Folge gewöhnlich mit Russland verbündet. Auch Zar Peter I. benutzte die Kalmücken des Khan Ayuki (reg. 1670–1724) gegen die Nogaier. Daher ließen sich die Nogaier im 18. Jahrhundert verstärkt am Kuban und im Kaukasus nieder, ein Exodus, der sich nach der Eroberung des Krim-Khanats durch Russland unter Zarin Katharina II. 1783 noch verstärkte.

### Nogaier und die Dschaniden Bucharas
Ein anderer Teil der Nogaier bzw. der Mangit wanderte mit den Usbeken um 1500 bis Qarshi und Buchara, wobei angenommen werden kann, dass ihnen im 16. bis 18. Jh. weitere Gruppen folgten. Als das Khanat Astrachan 1555 an den russischen Zaren fiel, floh ein Astrachaner Prinz ins Usbeken-Khanat und heiratete in die Herrscherfamilie ein. Während der aus Astrachan stammenden Dschaniden-Dynastie in Buchara (1598–1785) hatten die Nogaier auch dort großen Einfluss. Ein Nogaier namens Muhammad Rahim (reg. 1753–1758) usurpierte sogar selbst den Thron von Buchara. Dem letzten Dschaniden Abu’l Ghazi (1758–85) folgte sein Schwiegersohn, der Nogaier Ma'sum Schah (reg. 1785–1800), der das Emirat Buchara begründete und dessen Mangiten-Dynastie dort bis 1920 an der Macht blieb.

## Nogai-Emire und -Khane
- Qara Nogay ca. 1280–1299
- Caka, Sohn Nogays ca. 1300
- Buri, Sohn Nogays
- Qara Kesek, Sohn Buris

in der Yaik-Wolga-Region:
- Edigü, Sohn v. Qutlug Kaba ca. 1369–1419
- Isabeg, Bruder Edigüs
- Gazi Nuruz, Sohn Edigüs
- Mansur, Sohn Edigüs
- Kai Qubad, Sohn Edigüs
- Nur ad-Din (Narudeh), Sohn Edigüs ca. 1426–1440
- Okas (Waqqas Bej), Sohn Nur ad-Dins ca. 1428
- Timur, Sohn Nur ad-Dins ca. 1440
- Yamgurci, Sohn Timurs ca. 1480–1500
- Hasan, Sohn Okas
- Musa, Sohn Okas ca. 1510
- Sigay, Sohn Musas
- Seidak, Sohn Musas
- Sayh Mamai, Sohn Musas ca. 1536
- Yusuf, Sohn Musas ca. 1536–1555

sog. Große Horde am Ural-Fluss:
- Ismail, Sohn Musas ca. 1554–1563/4
- Din Ahmad, Sohn Ismails 1563/4–1577/8
- Mirza Urus, Sohn Ismails 1577/8–1600
- Enibei 1580–1584
- Isterek, Sohn Din Ahmads 1600–1618
- Din Arslan Mirza 1606–1639
- Alba Mirza 1613–1634
- Kanabay Mirza um 1630

sog. Kleine Horde bei Asov:
- Qasim, Sohn v. Sayh Mamai ca. 1555–1601
- Arslan Mirza, Sohn Qasims